# Snakeboard

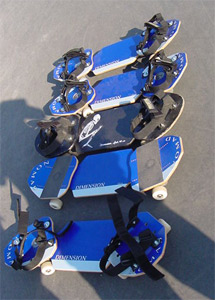
Dos Tablas Nomad y un Dimension AS2.

El snakeboard, a partir de ahora: streetboard*, es un patín articulado que consta de dos partes móviles, que van bajo los pies, y pueden girar hasta 290º (dependiendo del tipo de kingpin y barra empleada), unidas por una tabla o una barra.
Para desplazarse con él hay que mover los pies hacia dentro y hacia fuera, y al mismo tiempo mover los hombros en el mismo sentido, manteniendo el tronco y la cintura recta. Este movimiento produce una cinética que permite deslizarse hasta 35 km/h en superficie plana. Este movimiento recuerda al de una serpiente sobre el desierto, de ahí su nombre.
* En el año 2000 la WSA (Asociación mundial de Streetboard) cambió el nombre del deporte debido a que Snakeboard es una marca registrada que pertenecía al monopolio del fabricante inicial. El nuevo nombre llegó también con la aparición de las tablas AS1 de Dimensión Boards que hicieron evolucionar el deporte de forma vertiginosa.

## Streetboarding
El Streetboarding o Snakeboarding es el deporte que se practica con un Streetboard sobre instalaciones deportivas diseñadas especialmente para ello. El conjunto de estas instalaciones se denominada Skatepark. También se puede practicar en la calle, en lugares que por casualidad el mobiliario urbano se parece a módulos de un Skatepark. Dependiendo de la modalidad también se practica en carrera.

## Modalidades

### Agresivo
Se practica en la calle o en instalaciones deportivas diseñadas para este fin. Esta modalidad consta en realizar las acrobacias más difíciles ya sean por su espectacularidad, por su técnica o por su riesgo.

#### Tipos
Real Street
Se practica en la calle utilizando mobiliario urbano como barandillas, bordillos y escaleras. También se practica sobre todo tipo de desniveles y superficies lisas. 
Street
Se practica en la calle (ver Real Street) o en un recinto con unas instalaciones diseñadas para este fin: funbox, launch ramps, quarterpipes, wallrides o cualquier tipo a excepción de mini ramp y half pipe. Modalidad de competición mundial.
Mini Ramp
Se practica en una instalación con forma de doble U con una curva que no llega a tener 90° en su vértice superior. No suele ser más alta de 2 metros de altura. Modalidad de competición mundial.
Vert (o Half-Pipe)
Se practica en una instalación con forma de U con una curva que
llega a tener 90° en su vértice superior entre 10 cm y 100 cm de pared, suele tener 3 o más metros de altura. Modalidad de competición mundial.
Best Trick
En cualquier tipo de instalación, se trata de hacer el mejor truco ya sea por dificultad técnica o por dificultad técnica y riesgo (este último más valorado). Modalidad de competición mundial.
Down hill
Se practica normalmente en un puerto de montaña y se trata de llegar el primero al pie de montaña.
Boarder Cross
Se practica en un circuito con obstáculos, pendientes curvas y saltos. 
Slalom
Circuito de conos, se trata de llegar el primero sin mover ninguno.

## Invención
Fue inventado en 1988 por James Fisher, Oliver Macleod-Smith y Simon Macleod King en Johannesburgo, Sudáfrica ambos crecieron allí y fueron juntos a la universidad. A la edad de 19 años, buscando simular la sensación de deportes como el Surf, Snowboard, esquí, el Skateboard, el Longboard etc. Construyeron muchos prototipos que se rompieron después de los primeros intentos.
El primer prototipo fue construido con un tubo de plástico para la barra, trozos de una tabla de Tenis de mesa para las placas y parte de viejos patines para los ejes y las ruedas.

## Primeras tablas
No mucho después se empezó a comercializar y los streetboarders más avanzados añadieron fijaciones utilizando al principio de Windsurf y de Snowboard. Las primeras tablas se llamaron: Cobra, Cruiser, Viper Striker, Junior Racer, Pro y Comp. Estas tablas estaban hechas con un plástico llamado Zytel ST801 muy duradero y flexible. 

## Historia en España
En 1993 llegó el Streetboard a España a Reacció Sports de la mano de Enric Meier y se empezó a comercializar desde Barcelona a toda España y la península.
En 1995 se creó el primer equipo formado por riders españoles y empezaron los primeros campeonatos regionales y shows.
Desde 1997 hasta el 2000 el streetboard decayó a causa de que las dos marcas más importantes: Snakeboard USA, y luego Anderson Boards quebraron.
A partir del año 2000 Sergi Nicolas se encargó de su distribución.
En octubre del 2002 junto con Gabi Muñoz y Yago Ferrer fundaron
ONLYSTREET: la primera escuela de Streetboard. Esta noticia dio la vuelta al mundo y animó mucho a la comunidad.
Ahora hay una nueva web donde poder comprar tus tablas.

## Historia en Chile
En 1995 llegó el Streetboard a Chile, este deporte lo introdujo la empresa Objec`tiflun ltda. a través de Daniel Abran, Pier Jollier.
En 1996 se realizó el primer evento de snakeboard con los últimos campeones del mundo Kelly Dean y Peter Nye, los eventos se realizaron en Plaza Oeste, Casa Piedra, Alto Las Condes. se conformó el primer Team snakeboard Chile: Jorge Olivares, Eric Bravo, Phillip companong.
En Chile surgieron grandes exponentes de este deporte que mundialmente son conocidos: Nicolas Frega que vive ahora es Los Angeles California y trabaja en DimensionBoards, Ismael Calvo que constantemente viaja y participa en videos y mundiales.
Actualmente el único lugar donde puedes encontrar Streetboard en Chile.

## Competición
En 1994 se hizo el primer campeonato del mundo en Guernsey, al lado de la costa de Inglaterra. Jay Batty fue el primer campeón del mundo de Streetboard. Desde entonces se han ido haciendo campeonatos del mundo cada año, excepto en 1998.
Campeonatos del mundo de Streetboard
- Resultados (1994) Guernsey (Reino Unido)
- Resultados (1995) Londres (Reino Unido)
- Resultados (1998)
- Resultados (1999) Brixen (Italia)
- Resultados (2000) Utah (EE. UU.)
- Resultados (2001) (Argentina)
- Resultados (2002) Nantes (Francia)
- Resultados (2003) California (EE. UU.)
- Resultados (2004) Varsovia (Polonia)
- Resultados (2005) Lyon (Francia)
- Resultados (2006) Peterborough (Inglaterra)
- Resultados (2010) Mallorca (España)

## Videos
En 1993 se rodó el primer video de Snakeboard, Snake Attack. Participó Ingo Föhre y Ashley Morgan que se rompió el brazo saltando un coche.
A continuación se muestra una lista de los videos por su cronología:
- Snakeboard 1993: "Snake Attack"
- Snakeboard 1995: "Snake Attack II"
- Team Demented 1996: "Demented"
- Snakeboard USA 1996: "Disturbed"
- Andy Cass 1997: "Roadkill"
- Daily Trout 1997: "Hellburger"
- Boards Unlimited 1998: "Street Ripper"
- Snakeboard USA 1998: "Air Biscuit"
- Anderson 1998: "Ninja Skills"
- Frontal 1998: "FSP"
- Ingo Föhre 1999: "Sonic Rockers"
- Frontal 1999: "LE+ OM the rising"
- Frontal 2001: "Fisch"
- Elevate Video Magazine 2001: "Patineta Banana"
- Ingo Föhre 2002: "Chips or Flips"
- TNC 2002: "Pragmatic Souls"
- The True Skool 2002: "One"
- Frontal 2002: "Shadow Monkeys"
- Elevate Video Magazine 2002: "Around The World"
- Elevate Video Magazine 2003: "E03"
- Team Addicted 2004: "Concussion"
- Dimension Boards 2005: "Left for Dead"[3]
- Homeless Punky Tech HPT 2008: "Geeks On Wheels"[4]

## Cinética del movimiento
En el 2002 Francesco Bullo y Andrew D. Lewis escribieron un artículo sobre el control cinemático del snakeboard para IIEE TRANSACTIONS ON ROBOTICS AND AUTOMATION.